# Ghetto (productor)
Axel Rafael Quezada Fulgencio (San Pedro de Macorís, República Dominicana, 19 de octubre de 1991), conocido artísticamente como GhettoSPM o Ghetto es un productor musical, compositor y arreglista dominicano.
Sobresalió en el género cooperando en la producción “Hoy se va a beber”, de Vakero y posteriormente junto a Melymel y Shadow Blow en “Vamo a Involucrano”, y junto a Los Teke Teke. Alcanzó mayor notoriedad, incluso internacional, tras colaborar en el éxito “Pepas” de Farruko como productor y autor de la canción en conjunto con Farruko, Andy Bauza, Franklin Jovani Martínez, José Carlos García, Keriel Quiroz (K4G), Marcos G. Pérez (Sharo Towers) y Víctor Alonso Cárdenas.

## Carrera musical

#### Inicios – Primeros éxitos
Su vida musical comenzó, mientras cursaba la primaria a mediados de 2006, visitó el estudio de un compañero de escuela y este le mostró cómo agregar percusión en la computadora. La pasión por la música se intensificó en la medida en que realizaba prácticas en el programa Fruity Loops.
Al poco tiempo decidió abandonar la comodidad de su recámara para dormir en la sala, mientras preparaba en su cuarto lo que sería su estudio de grabación.
Sus primeros éxitos en crear fueron “Hoy se va a beber”, “Cásate Conmigo" en 2014, “Demasiado”, el controversial tema “El hombre gris”, “Quítatela pa’ ve”, «El Ron no mata na», el álbum “Casa Nostra” que produjo en colaboración con Kairo y Beethoven La Sinfonía , entre otras. Sus mezclas se caracterizan por combinar sonidos tropicales con elementos de guitarra, piano, hip-hop, música electrónica y jazz.
Durante una entrevista en 2015 al Listín Diario, Vakero dijo refiriéndose a Ghetto: “Es cierto que el estudio de Guetto es profesional, pero muchas personas graban en estudios con mayor calidad, sin embargo, les falta ese amor por la música, la química que Guetto y yo tenemos y logramos en la música, podemos estar sentados y si nos llega algo a la cabeza lo grabamos y se convierte en éxito’
Las canciones “Demasiado” y “Hoy se va a beber’ ambas producidas por Ghetto, llevaron a Vakero a ser nominado como Artista del año en los Premios Soberano 2014 y 2015. Resultando ganador en el año 2014.

#### Carbon Fiber Music
En 2021 pasó a ser parte del sello discográfico “Carbon Fiber Music”. En la actualidad se desempeña como compositor, productor, arreglista para el sello. Produjo también ocho temas para el álbum “La 167” de Farruko que fue certificado 4x Platino por la RIAA , lanzado el 1 de octubre del 2021, de los cuales 3 sencillos han alcanzado hasta el momento        múltiples certificaciones, entre ellos "Pepas' con 38x Platino, "La Toxica" con 9x Platino, "No hago Coro' 2x Platino. Ha colaborado con Lary Over, J Álvarez, Sixto Rein, Jowel y Randy, Sech, Myke Towers, Jay Wheeler y Tempo.
Como obra, "Pepas" obtuvo seis nominaciones a los premios Billboard Latino 2022, resultando ganadora en 5 "Hot Latin Son, Canción del Año' , "Canción del Año, Latin Airplay", "Canción del Año, Ventas", "Canción del Año, Streaming', 'Canción “Latin Rhythm” del Año'. 

## Producciones discográficas

### Álbumes
- ·  Casa Nostra - Vakero (2020)
- .  La 167 - Farruko (2021)
- . Transition -  Carbon Fiber Music (2024)

### Sencillos
- Hoy se va a beber - Vakero
- Casate Conmigo - Vakero
- Demasiado - Vakero
- El hombre gris - Vakero
- Quítatela pa’ ve - Vakero
- El Ron no mata na – Vakero
- Pepas  - Farruko (Sony Music Latin)
- Pepas - Farruko  X David Guetta (Remix) (Sony Music Latin)
- La Toxica – Farruko, Myke Towers y Sech
- "Lambo" - Farruko
- Cuervos - Farruko
- Jíbaro - Farruko (featuring Pedro Capó)
- "$" - Farruko
- Guerrero - Farruko (featuring Luar La L)
- Siempre Seré - Farruko (featuring Myke Towers, Tempo, Secreto "El Famoso Biberón" and Pacho El Antifeka)
- Hermoso Momento (Remix) - Farruko (featuring Kairo Worship)

### Arreglos de actuación
- "Ki" (featuring Oneill and Daniel Habif)
- "La Tóxica"
- "GPS" (featuring Jay Wheeler)
- "Lambo"
- Cuervos"
- El Incomprendido" (featuring Víctor Cardenas and DJ Adoni)
- "Jíbaro" (featuring Pedro Capó)
- "167" (featuring Gallego)
- "Doble L" (featuring Brray and Noriel)
- "Guerrero" (featuring Luar La L)
- "Siempre Seré" (featuring Myke Towers, Tempo, Secreto "El Famoso Biberón" and Pacho El Antifeka)

### Composición
- "La Tóxica"
- "GPS" (featuring Jay Wheeler)
- "Lambo"
- Cuervos"
- "167" (featuring Gallego)
- "Guerrero" (featuring Luar la L)
- "La Bendición" (featuring Lenier)
- "Siempre Seré" (featuring Myke Towers, Tempo, Secreto "El Famoso Biberón" and Pacho El Antifeka)

## Premios y nominaciones
Ganó el BMI Latin Award de 2022 , premiación celebrada en Beverly Hills, California en el que fue galardonado como productor por “La Tóxica” en los renglones “Música Contemporánea” y “Canciones más reproducidas del año”.
| Año  | Trabajo nominado     | Premios                                    | Categoría                                                   | Resultado | Ref           |
| 2022 | La Tóxica de Farruko | BMI Latin awards 2022 Broadcast Music, Inc | “Música Contemporánea” “Canciones más reproducidas del año” | Ganador   | [ 15 ] [ 16 ] |

## Otros reconocimientos
En agosto del 2022, recibió un reconocimiento de la Oficina Nacional de Derecho de Autor (ONDA), en virtud de los aportes que proporciona industria creativa a la economía de República Dominicana. En el acto fueron reconocidos, además, Vakeró, Marcos Caminero, la escritora Aurelia Castillo e Ivonne Haza, a quien le fue rendido un homenaje póstumo.